# تاریخچه پول
تاریخچه پول مربوط به توسعه سیستم‌های اجتماعی و اقتصادی است که حداقل یکی از کارکردهای پول را فراهم کند. چنین سیستم‌هایی را می‌توان به عنوان وسیله ای برای تجارت ثروت به‌طور غیرمستقیم؛ نه مستقیماً به عنوان داد و ستد پایاپای در نظر گرفت. پول سازوکاری است که به این روند را آسان می‌کند.
ممکن است پول مانند سکه‌ها و اسکناس شکل فیزیکی گرفته باشد یا ممکن است به صورت یک حساب مکتوب یا الکترونیکی موجود باشد. این امکان هم است دارای ارزش ذاتی (پول کالایی) باشد، از لحاظ قانونی چیزی که دارای ارزش ذاتی قابل مبادله (پول نماینده) یا فقط ارزش اسمی (پول بی‌پشتوانه) باشد.

## بازبینی مختصر
اختراع پول قبل از شروع شدن تاریخ مکتوب اتفاق افتاد. در نتیجه، هر داستانی از چگونگی رشد اولیه پول بیشتر بر اساس تخمین و استنتاج منطقی است.
شواهد قابل توجه صدق می‌کند که کالاهای بسیاری در بازارهای قدیمی مبادله شده که می‌تواند به عنوان یک واسطه تبادل توصیف شود. اینها شامل دام و غلات بودند چیزهایی که مستقیماً به خودی خود مفید هستند اما گذشته از این صرفاً موارد جذابی مانند سپید مهره یا دانه تسبیح در برابر کالاهای اقتصادی مفیدتر مبادله می‌شدند. با این حال، چنین مبادلاتی بهتر است به عنوان مبادله پایاپای توصیف شوند و مبادله عادی یک کالای خاص (مخصوصا هنگامی که اقلام کالا قابل تعویض نیستند) از نظر فنی باعث نمی‌شود که این کالا «پول» یا «پول کالایی» مانند شِکِل باشد چیزی که هر دوی آن سکه بود که نشان دهنده وزن مخصوص گیاه جو و هم وزن آن گونی جو بود.
به علت پیچیدگی‌های تاریخ باستان (تمدن‌های باستانی در گام‌های مختلف در حال پیشرفت هستند و از اسناد دقیق یا اسناد تخریب شده خود نگهداری نمی‌کنند) و برای اینکه ریشه‌های باستانی سیستم‌های اقتصادی بر تاریخ مکتوب اولویت دارد، ردیابی منشأ واقعی اثر از اختراع پول و انتقال از «سیستم‌های مبادله پایاپای» به «سیستم‌های پولی» غیرممکن است. علاوه بر آن، اسناد موجود در تاریخ این ایده که پول به دو شکل اصلی به دسته‌های بزرگی از واحد محاسبه (بدهی‌ها و اعتبارات دفترکل‌ها) و پول واسطه تبادل (رسانه‌های ملموس مبادله که ساخته شده از خاک رس، چرم، کاغذ، بامبو، فلز و غیره) تقسیم شده‌است را حمایت می‌کنند.
در نتیجه «پول حساب» به توانایی ثبت شمارش بستگی دارد، چوب خط، پیشرفت مهمی بود. قدیمی‌ترین تاریخ مربوط به اوریگنیشن است، حدود ۳۰۰۰ سال پیش. ایسنگو استخوان ۲۰ هزار ساله که در نزدیکی یکی از منابع رود نیل در جمهوری دموکراتیک کنگو پیدا شد، به نظر می‌رسد برای شمارش مکاتبات از علائم چوب‌خط یکسان در استخوان ران یک بابون استفاده شده‌است. اسناد حسابداری سیستم پولی به اصطلاح حسابداری به بیش از۷۰۰۰ سال پیش برمی گردند که در بین‌النهرین پیدا شده‌است و اسنادی از بین‌النهرین باستان لیست مخارج و کالاهای دریافتی و معامله شده و تاریخچه اسناد حسابداری نشان می‌دهد که پول حساب مربوط به حدوداً چندین هزار سال قبل از زمان کاربرد ضرب سکه است. دیوید گریبر پیشنهاد می‌کند که پول به عنوان یک واحد حساب اختراع شد زمانی که تعهد فاقد صلاحیت «من به تو یک چیز مدیونم» به مفهوم کمی «من به تو یک واحد از چیزی بدهکارم» تبدیل شد. از این نظر، پول ابتدا به عنوان پول حساب پدیدار شد و بعدها فقط شکل پول مبادله به خود گرفت.
در موضوع مبادله پول، استفاده از پول نماینده به لحاظ تاریخی همزمان قبل از اختراع سکه بود. در امپراتوری‌های باستان از مصر، بابل، هند و چین، معابد و کاخ‌ها اغلب دارای انبارهای کالایی بودند که با استفاده از نشانه‌های سفالی و سایر موادی که به عنوان مدرک دادخواست روی قسمتی از کالاهای ذخیره شده در انبارها به کار می‌رفت.چون که این نشانه‌ها در انبارها با کالایی که نماینده آن‌ها بودند می‌توانستند معاوضه شوند، بنابراین نشانه‌ها می‌توانستند در بازارها معامله شوند به عنوان کالا یا به عنوان پرداختی به کارگران داده شوند.
گرچه قدیمی‌ترین شکل پول برای مبادله، فلزات مختلف (هم فلزات معمولی و هم فلز گرانبها) نبودند گذشته ازین در هر دوی سیستم‌های مبادله پایاپای و سیستم‌های پولی به کاربرده شدند و استفاده تاریخی از فلزات، برخی از واضح‌ترین شرح در رابطه با این است که چگونه سیستم‌های دادو ستد پایاپای، سیستم پولی را تولد کرد. استفاده رومی‌ها از برنز اگرچه در میان نمونه‌های قدیمی تر به خوبی اثبات نشده‌است و این به وضوح این انتقال را نشان می‌دهد. ابتدا «برنز خشن» استفاده شد آن وزن سنگینی از برنز بود که قابل اندازه‌گیری نبود چیزی که احتمالاً در سیستم مبادله استفاده می‌شد توانایی برنز از لحاظ مبادله صرفاً به سودمندی آن در آهنگری مربوط می‌شد و این با قصد تبدیل شدن به ابزار مبادله انجام می‌شد. قدم تاریخی بعدی، برنز در میله‌هایی که دارای وزن ۵ پوند بود که از قبل اندازه‌گیری شده بودند، (احتمالاً برای مبادله راحت تر و بسیار منصفانه)، (برنز امضا شده) نامیده می‌شود، جایی که بحث به وجود آمده بین اینکه آیا هنوز سیستم مبادله پایاپای یا الان یک سیستم پولی است. سرانجام، یک نقص آشکار در استفاده از برنز برای مبادله نسبت به کاربرد غیرقابل جابجایی آن به عنوان پول وجود دارد زیرا درجات سبک‌تر از برنز به قصد کاربرد سکه دیگری برای معاملات در نظر گرفته نمی‌شود. قبر اوس (برنز سنگین) (یا به عنوان سکه) آغاز بکار بردن سکه‌ها در رم است، اما قدیمی‌ترین نمونه شناخته شده ضرب سکه فلزی نیست.

## تئوری‌های پول
اولین نظریه‌ها شامل عقاید «متالیست»ارسطو و «نقشه گرایی» افلاطون بود، که یوزف شومپیتر نظریه خود را از پول به عنوان اشکال طبقه‌بندی شده کامل کرد. به ویژه، اقتصاددان اتریشی تلاش کرد تا نظریه کاتالاکتیک را در مورد پول خارج از ادعا توسعه دهد. نظریه شومپیتر چندین مطلب داشت اما مهم‌ترین آنها شامل این نکات است که پول از لحاظ حسابرسی اجتماعی می‌تواند بررسی شود و همچنین با نظریه ارزش (اقتصاد) و قیمت ارتباط راسخی دارد.
حداقل دو نظریه در مورد وجود دارد و اینها می‌توانند در جهت تفسیر شواهد تاریخی و وابسته به باستان‌شناسیِ سیستم‌های پولی اولیه تأثیر گذار باشند. نظریه پول کالایی (پول مبادله) توسط آن‌هایی که میل دارند پول را به عنوان یک نتیجه طبیعی فعالیت بازار ببینند، ترجیح داده می‌شود. از منظری دیگر نظریه اعتبار پول (پول حساب) قابل قبول تر است و نقش کلیدی را در تأسیس پول برای دولت ایفا می‌کند. نظریه کالا به‌طور گسترده‌تری برگزار می‌شود و بیشتر این مقاله از این دیدگاه نوشته شده‌است. به‌طور کلی، نظریه‌های مختلف پول که توسط اقتصاددانان توسعه داده شده‌است بیشتر بر عملکرد، استفاده و مدیریت پول تمرکز می‌کنند.
دیگر نظریه پردازان نیز بیان می‌کردند که وضعیت یک شکل خاص از پول همیشه به وضعیت منسوب به آن توسط انسانها و جامعه بستگی دارد. برای مثال ممکن است طلا در یک جامعه با ارزش در نظر گرفته شود. اما در دیگر جامعه اینطور نباشد یا یک سند بانکی را که صرفاً یک تکه کاغذ است تا زمانی که توافق کردند آن دارای ارزش پولی باشد.

## پیش از تاریخ: سلف کردن پول و ظهور آن

### مبادله غیر پولی

#### داد و ستد پایاپای
هیچ مدرک تاریخی یا معاصری، از یک جامعه ای که در آن داد و ستد پایاپای اصلی‌ترین روش مبادله باشد وجود ندارد. در عوض، جوامع غیرپولی بیش تر بر امتداد اصول اقتصاد هدیه و قرض عمل می‌کردند. وقتی داد و ستد پایاپای در حقیقت اتفاق می‌افتاد، این معمولاً بین افراد کاملاً غریبه یا دشمنان قوی بود.
با مبادله پایاپای، فردی که دارای ارزش اضافی به اندازه دانه یا چند دام، می‌توانست مستقیماً آن را با چیزی که دارای ارزش یا مطلوبیت مشابه یا بزرگتر، مانند دیگ سفالی یا ابزار بود، عوض کند، گرچه، ظرفیت اجرای معاملات مبادله پایاپای به همزمانی خواسته‌ها وابسته است. به عنوان مثال، کشاورز باید کسی را پیدا می‌کرد که نه تنها جوئی که او تولید کرده را بخواهد بلکه هم چنین چیزی را که کشاورز می‌خواهد برگرداند.

##### فرضیه مبادله پایاپای به عنوان منشأ پول
در کتاب سیاست ۳۵۰ سال قبل از میلاد ارسطو فیلسوف یونانی ذات پول را در نظر داشت. وی مطرح می‌کرد که هر شی دو کاربرد دارد: هدف اصلی که چیزی برای آن طراحی شده‌است و به عنوان کالایی برای فروش یا مبادله. انتقالات ارزش پولی به یک چیز بی‌ارزش مانند سکه یا سفته در حالی رخ می‌دهد که مردم توانایی روانی برای به دست آوردن اعتماد به یکدیگر و اختیارات خارجی در حین برقراری مبادله را پیدا کنند. یافتن افراد برای مبادله با آنها روندی زمان صرف کن است. کارل منگر اقتصاددان اتریشی، فرض کرد که به این دلیل است نیرویی محرک در آفرینش سیستم‌های پولی است مردمی به دنبال راهی برای صرفه جویی کردن وقت خود هستند در جستجوی فردی می‌شوند که با آن‌ها مبادله کند.
دیوید گریبر انسان‌شناس، در کتاب خود به نام بدهی: ۵۰۰۰ سال اول، در برابر این پیشنهاد که پول برای جایگزینی داد و ستد پایاپای ابداع شده‌است، بحث می‌کند. به پیشنهاد وی، مشکل این نسخه از تاریخ، فقدان هرگونه اسناد پشتیبان است. تحقیقات او بیان می‌کند که اقتصاد هدیه، حداقل در آغاز تاریخ جوامع کشاورزی، زمانی که بشر از سیستم‌های اعتباری پرکار استفاده می‌کرد رایج بود. گریبر پیشنهاد می‌کند که پول به عنوان یک واحد از حساب در زمانی اختراع شد که تعهد غیرقابل محاسبه «من به تو یک واحد مدیونم» به مفهوم کمی «من به تو یک واحد از چیزی بدهکارم» تغییر شکل پیدا کرد. در این دیدگاه، پول ابتدا به عنوان اعتبار ظهور کرد و بعداً فقط کارکردهای وسیله مبادله و ذخیره ارزش را پیدا کرد. انتقادات گریبر تا حدی متکی است و دنبال می‌کند به آنچه که امیچل اینس در مقاله ۱۹۱۳ «پول چیست؟» بیان کرده‌است. اینس با آزمون کردن شواهد تاریخی و نشان دادن اینکه سکه‌های اولیه هیچ وقت نه از ارزش ثابت و نه از گنجایش فلز کمتر یا بیشتر سازگار برخوردار نبودند، نظریه مبادله پول را تکذیب می‌کند. در این صورت، او استنتاج کرد که فروش به معنای مبادله کالاها در برابر برخی از کالاهای جهانی نیست، بلکه یک مبادله اعتبار است. او استدلال می‌کند که «اعتبار و اعتبار به خودی خود پول است». کارولین همفری، انسان‌شناس، داده‌های شرح نژادی موجود را امتحان می‌کند و نتیجه می‌گیرد که «هیچ نمونه ای از اقتصاد مبادله ای، خالص و ساده، توصیف نشده‌است، چه رسد به ظهور پول: همه شرح نژادهای موجود نشان می‌دهد که چنین چیزی هرگز وجود نداشته‌است».
اقتصاددانان رابرت پی مورفی و جورج سلگین به گریبر پاسخ دادند که فرضیه مبادله با اصول اقتصادی همسان است و یک سیستم مبادله برای ثبت یک سابقه همیشگی خیلی کوتاه است. جان الکساندر اسمیت از بلاکالدونیا گفت که در این مبادله گریبر فردی است که با تلاش برای جعل فرضیه‌های مبادله به عنوان یک دانشمند بازی می‌کند در حالی که سلگین با در نظر گرفتن این فرضیه به عنوان توسل به مرجعیت صداقت، آن را بیان می‌کند.

#### اقتصاد هدیه
در اقتصاد هدیه، کالاها و خدمات با ارزش به‌طور منظم و بدون هر موافقت صریح برای پاداش‌های فوری یا آینده داده می‌شوند (یعنی هیچ معاوضه رسمی نیست). در حالت فوق‌العاده، بخشیدن همزمان یا مکرر در خدمت گردش و توزیع مجدد چیزهای با ارزش در داخل جامعه است.
تئوری‌های متفاوت اجتماعی در مورد اقتصاد هدیه وجود دارد. بعضی هدایا را شکلی ایثار در نظر می‌گیرند، جایی که روابط از طریق این نوع مبادله خلق می‌شود. تفسیر دیگر این است که بدهی تلویحی «به تو مدیونم» و جایگاه اجتماعی در ازای «هدیه‌ها» ایجاد می‌شود. به عنوان مثال، به مشترک کردن غذا در برخی جوامع شکارچی، که در آن تقسیم غذا، یک محافظت در برابر شکست دادن تلاش روزانه هر فرد است. این رسم ممکن است ایثار را انعکاس دهد، این ممکن است نوعی بیمه غیررسمی باشد، یا ممکن است با موقعیت اجتماعی یا با فواید دیگری همراه باشد.

### ظهور پول
انسان‌شناسان متذکر می‌شوند که موارد زیادی از جوامع ابتدایی از چیزی که برای ما بسیار شبیه به پول است استفاده می‌کردند اما نه برای اهداف بازرگانی، در واقع، استفاده بازرگانی امکان داشت تحریم شود.
اغلب اوقات، چنین ارزهای اصلی برای خرید و فروش هر چیزی در هر کاری استفاده نمی‌شوند. در عوض آن‌ها در خلق کردن، نگهداری کردن و دیگر وابستگی‌هایِ دوباره سازمان یافته بین مردم بکار می‌روند:مثل ازدواج‌های ترتیب یافته، بنا نهادن صفات پدری بچه‌ها، دور کردن دشمنی‌ها، تسلیت گفتن به عزا داران در تشییع جنازه، عفو خواستن در امور جرمی،انتقال معاهدات، پیدا کردن پیرو تقریباً در هر کاری حتی تجارت در سیب زمینی هندی، بیلچه، شمش یا جواهر فروشی.
این نشان می‌دهد که ایده اساسی پول ممکن است مدتها قبل از کاربرد آن در معامله تجاری باشد.
پس از اهلی کردن احشام و آغاز کشت محصولات کشاورزی در۶۰۰۰–۹۰۰۰ قبل از میلاد دام و محصولات گیاهی به عنوان پول استفاده شد؛ بنابراین، در طبیعت تولید محصولات کشاورزی زمانی که به باروری برسند برداشت می‌شوند. کشاورز ممکن است نیاز به خرید چیزهایی داشته باشد که نمی‌تواند برای آن فوراً پول پرداخت کند؛ بنابراین نظریه‌های بدهی و طلب بیان شد و ثبت و پیگیری آن لازم شد.
آثار باستانی مانند استخوان ایسنگو در منشأ اولیه برای حسابرسی برخی دسته‌ها نشان داده می‌شود. به هر حال ساده‌ترین سیستم حساب کردن پول، اعتبار دو طرفه، به خوبی سوابق باستان‌شناسی تصدیق نمی‌کند.
تأسیس اولین شهرها در بین‌النهرین (۳۰۰۰ سال بیش از میلاد) در آینده برای ساده‌تر شدن حساب پول، دارایی، اعتبار یا پول نماینده ظهر نویسی شده زیر ساختی فراهم کرد. کشاورزان تمایل داشتند که دانه‌های خود شان را سپرده کنند در معابد جایی که سپرده در میزهای سفالی ثبت شده و کشاورز یک رسید می‌گرفت در شکل نشان سفالی که آن‌ها می‌توانند برای پرداخت حق‌الزحمه یا دیگر بدهی‌ها به معبد استفاده کنند. از آنجایی که حجم سپرده در معبد از مواد خام اصلی، جو، مقداری از جو سفت شده که به عنوان واحد شمارش استفاده می‌شد.
عقیده ارسطو از آفرینش پول مبادله ای به عنوان یک چیز جدید در جامعه است:
زمانی که مقیم کشوری به دیگری وابسته بود و آن‌ها اهمیت می‌دادند به چیزی که آن‌ها می‌خواهند، و آن‌ها چیزی را که به آن نیاز داشتند وارد می‌کردند و چیزی را که بسیار از آن داشتند را صادر می‌کردند، لزوماً پول استفاده شد.
تجارت با خارجی‌ها به یک شکل از پولی که به معبد محلی یا اقتصادی مربوط نمی‌شد، لازم داشت به پولی که ارزش خودش را با خودش حمل می‌کرد. کالای سوم، نماینده، کالایی است که واسطه مبادله‌ها قرار می‌گیرد مشکلی که با مبادله مستقیم تسویه نمی‌شد را حل می‌کرد. این محصولی که کاربرد داشت یک موضوع معاهده بین طرفین بود، اما به عنوان راه‌های ارتباطی بسط داده شد و تعداد طرفین درگیر، تعدادی از نماینده‌های قابل قبول را که کاهش یافته بودند را افزایش دادند. سرانجام، یک یا دو تا از محصولات در همه مناطق بازرگانی همگرا شدند، بیش تر طلا و نقره رایج شد.
این مرحله مستقل از سیستم مالی محلی بود به قدری که در برخی موارد جوامع ممکن بود پول مبادله ای قبل از توسعه حساب پول محلی استفاده شود. در جوامعی که تجارت خارجی کم بود پول مبادله ای ممکن بود بسیار دیرتر از حساب پول ظهور پیدا کند.
در ابتدا مس بین‌النهرین در تجارت برای یک زمانی استفاده می‌شد اما به زودی نقره جایگزین آن شد. معبد (جایی که سرمایه‌گذاری انجام می‌شد و بسیاری از تجارت خارجی را کنترل می‌کرد) نرخ‌های ارز را بین جو و نقره و دیگر محصولات مهم ثابت می‌کرد، جایی که توانایی پرداخت استفاده از همه آن‌ها را داشت. این همچنین می‌توانست کاربرد حسابداری در پیش بردن اقتصاد سالم را بسط دهد، چیزی که توسعه نوشتاری را هدایت می‌کرد و براین اساس تاریخچه آغاز شد.